# Erica McCall
Pour les articles homonymes, voir McCall.
Erica McCall est une joueuse de basket-ball américaine née le 21 août 1995 à Bakersfield, en Californie.
Pour 2017-2018, elle joue en Hongrie avec le KSC Szekszárd.
Lors de la saison WNBA 2020, elle ne dispute qu'une rencontre avec le Dream d'Atlanta avant d'être remerciée, puis signée le lendemain par le Lynx.